# Elena Mendoza López
Elena Mendoza López (Sevilla, 1973) és una compositora espanyola especialitzada en música de cambra instrumental i teatre musical. Fou la primera compositora que va obtenir el Premio Nacional de Música.
Estudià a Sevilla, la seva ciutat natal, la carrera de filologia alemanya i, posteriorment, piano i composició al Conservatori Superior de Música d'Aragó amb Teresa Catalán.
Una vegada finalitzats aquests estudis, abandona Espanya i es trasllada primer a Augsburg on estudia composició amb John Van Buren. Posteriorment completa la seva formació a Düsseldorf a la Robert-Schumann Hochschule amb Manfred Trojahn i a Berlín a la Hochschule für Musik Hanns Eisler amb Hanspeter Kyburz. Va aconseguir diverses beques, entre d'altres, a l'Ensemble Modern Akademie (Frankfurt del Main) i a l'Akademie Schloß Solitude.
Ha exercit de professora de composició al Conservatori de Saragossa i actualment és catedràtica de composició i música experimental a la Universität der Künste de Berlín.
Dedicada a la composició, la seva obra se centra especialment en la música de cambra i per a l'escena. Té especial interès pel teatre musical i la musicalització del llenguatge. Ha compost per a formacions com el Klangforum Wien, el Vogler-Quartett, l'Ensemble Modern, l'Ensemble Emex, l'Ensemble Taller Sonoro, la Deutsche Oper am Rhein, l'Òpera de Nürnberg, l'Orquesta Filharmònica de Friburg i altres. Ha participat en festivals como els Wittener Tage für neue Musik, Ars Musica Bruxelles, Darmstadter Ferienkurse, Jornades de Música Contemporània de Dresden i el Festival de Música Contemporània de Camagüey (Cuba).

## Obres destacades
Al llarg de la seva trajectòria ha compost obres musicals tant per òperes com per a música de cambra i orquestra, encara que cal destacar un característic èmfasi en l'aspecte escènic.
- Niebla (2009), basada en la novel·la homònima de Miguel de Unamuno, la dimensió escènica de la qual està tan intrínsecament unida a la composició que la partitura s'hagi signada conjuntament per la compositora i el director d'escena Matthias Rebstock.
- Fragmentos de teatro imaginario (primera part) 2009.[5]
- La ciudad de las mentiras (2016) basada en quatre relats de Juan Carlos Onetti estrenada en el Teatro Real de Madrid.[6][7]
- Der Fall Babel, per encàrrec del Festival de Schwetzingen (Alemanya) ha estat estrenat a l'abril de 2019.[8]
- Altres obres: consultar Centre de Documentació Musical d'Andalusia.[9]

## Premis i reconeixements
Entre els seus reconeixements des del àmbit alemany, destaquen la seva residència artística a la Akademie Schloß Solitude (Stuttgart, 2008) 
- Premio Nacional de Música que atorga el Ministeri de Cultura, en la modalitat de Composició el 2010, per la seva contribució a la creació musical espanyola, la seva aportació a la promoció i internacionalització de la música contemporània espanyola i per les seves estrenes a 2009 d'obres com Fragmentos de teatro imaginario (primera part) i Niebla. És la primera dona compositora a rebre aquest guardó.[10][11]
- Musikpreis Salzburg (2011) Premi Internacional de Composició del Land de Saltzburg.[12]
- Kunstpreis Berlin (2017). El atorga anualment l'Akademie der Künste de Berlín i el Senat; li ha estat concedit en la categoria de Música.[13][14]
- Medalla d'Andalusia. concedida en 2017[15][16]
- Heidelberger Künstlerinnenpreis (2019). És un dels premis culturals més importants de país i és l'únic premi a nivell mundial que s'atorga exclusivament a compositores.[17]